# Ummidia celsa
Ummidia celsa là một loài nhện trong họ Ctenizidae. U. celsa được miêu tả năm 1940 bởi Willis J. Gertsch & Mulaik.